# Избирательные округа Исландии

Избирательные округа Исландии:
Рейкьявик-Север
Рейкьявик-Юг
Северо-западный избирательный округ
Северо-восточный избирательный округ
Южный избирательный округ
Юго-западный избирательный округ

Избирательные округа Исландии (исл. Kjördæmi Íslands; слушатьо файле) — территориальная единица Исландии. Для парламентских выборов в соответствии со статьей 31 Конституции и Законом о выборах в Альтинг, Исландия с 1999 года разделена на шесть избирательных округов. Три находятся в регионе Хёвюдборгарсвайдид, включающим столицу страны Рейкьявик и пригороды, и три — в сельской местности. В округе избирается от 7 до 14 депутатов Альтинга — парламента Исландии по пропорциональной системе.

## «Вес» голосов избирателей

Избирательные округа Исландии в 1959—1999 годах

До 1999 года избирательных округов было восемь.
Существующее разделение на округа введено в 1999 году, чтобы устранить имевшее место при прежнем разделении округов нарушение, при котором малонаселённые сельские районы страны направляли в Альтинг больше депутатов, чем столица Рейкьявик с окрестностями, где проживало большинство граждан страны. Реформа, в результате которой три городских округа получали по 11 представителей, а три сельских — только по 10, также не до конца исправила значительную разницу в «весе» голосов избирателей, и начиная с выборов 2007 года одно место было передано из сельского Северо-западного округа в городской Юго-западный.
| Избирательный округ                        | Выборы | Выборы | Выборы | Выборы | Выборы | Выборы | Выборы | Выборы |
| Избирательный округ                        | 2003   | 2007   | 2009   | 2013   | 2016   | 2017   | 2021   | 2024   |
| ------------------------------------------ | ------ | ------ | ------ | ------ | ------ | ------ | ------ | ------ |
| Рейкьявик-Север Reykjavíkurkjördæmi norður | 11     | 11     | 11     | 11     | 11     | 11     | 11     | 11     |
| Рейкьявик-Юг Reykjavíkurkjördæmi suður     | 11     | 11     | 11     | 11     | 11     | 11     | 11     | 11     |
| Северо-западный Norðvesturkjördæmi         | 10     | 9      | 9      | 8      | 8      | 8      | 8      | 7      |
| Северо-восточный Norðausturkjördæmi        | 10     | 10     | 10     | 10     | 10     | 10     | 10     | 10     |
| Южный Suðurkjördæmi                        | 10     | 10     | 10     | 10     | 10     | 10     | 10     | 10     |
| Юго-западный Suðvesturkjördæmi             | 11     | 12     | 12     | 13     | 13     | 13     | 13     | 14     |

## История парламентских выборов в Исландии
В 1843 году был восстановлен альтинг как совещательный представительный орган.
| Период       | Число мандатов | Избирательная система                                   |
| ------------ | -------------- | ------------------------------------------------------- |
| 1844—1852    | 26             | одномандатные округа и назначение королём Дании         |
| 1858—1869    | 27             | одномандатные округа и назначение королём Дании         |
| 1874—1903    | 36             | одно- и двухмандатные округа и назначение королём Дании |
| 1908—1914    | 40             | одно- и двухмандатные округа и назначение королём Дании |
| 1916—1919    | 40             | одно- и двухмандатные округа и выборы по единому округу |
| 1920—1933    | 42             | одно- и двухмандатные округа и выборы по единому округу |
| 1934—1942    | 49             | одно- и двухмандатные округа и «уравнивающие мандаты»   |
| 1942—1959    | 52             | одно- и двухмандатные округа и «уравнивающие мандаты»   |
| 1959—1983    | 60             | восемь многомандатных округов и «уравнивающие мандаты»  |
| 1987—1999    | 63             | восемь многомандатных округов и «уравнивающие мандаты»  |
| 2003 — н. в. | 63             | шесть многомандатных округов и «уравнивающие мандаты»   |

На выборах 1844 и 1852 годов 20 депутатов избирались по одномандатных округам и 6 назначались королём Дании.
Перед выборами 1858 года Скафтафетльссисла был разделён на два одномандатных округа и в альтинг избрался ещё один депутат.
В 1874 году король Дании Кристиан IX «даровал» Исландии собственную Конституцию. По ней 30 депутатов избирались как в одномандатных, так и в двухмандатных округах, ещё 6 по-прежнему назначались королём Дании.